# 無量寺 (和歌山県串本町)
無量寺（むりょうじ）は、和歌山県東牟婁郡串本町串本833にある臨済宗東福寺派の別格寺院。境内には美術館の串本応挙芦雪館がある。

## 歴史

### 宝永地震
宝永4年（1707年）10月4日、宝永地震による大津波で本堂などが全壊・流失した。串本には5メートルから6メートルの津波が押し寄せたと推定されている。なお、宝永地震前の無量寺は串本の錦江（袋港、現・串本町二色）にあった。

### 再建
住職と弟子たちは西ノ岡の南東の現在地で再建を試みたが、風雨や塩害の影響などもあり、再建した本堂は40年ほどで大破した。宝永地震から79年後の天明6年（1786年）、8世愚海和尚によって現在地に現在の本堂が再建された。愚海和尚が京都にいた頃の友人であった絵師の円山応挙は、これを祝って障壁画12面を描いた。多忙だった応挙は高弟の長沢芦雪に障壁画を託して京から南紀に向かわせた。芦雪は串本に約10か月滞在し、無量寺本堂のために『龍虎図』など約270点を描いている。

### 現代
1961年（昭和36年）、寺宝を収蔵するために境内の一角に串本応挙芦雪館が開館した。1979年（昭和54年）には応挙と芦雪の襖絵55面が重要文化財に指定された。1990年（平成2年）には国や和歌山県や串本町から補助金を得て収蔵庫が建設された。2009年（平成21年）10月、デジタル再製画が制作された。

## 境内

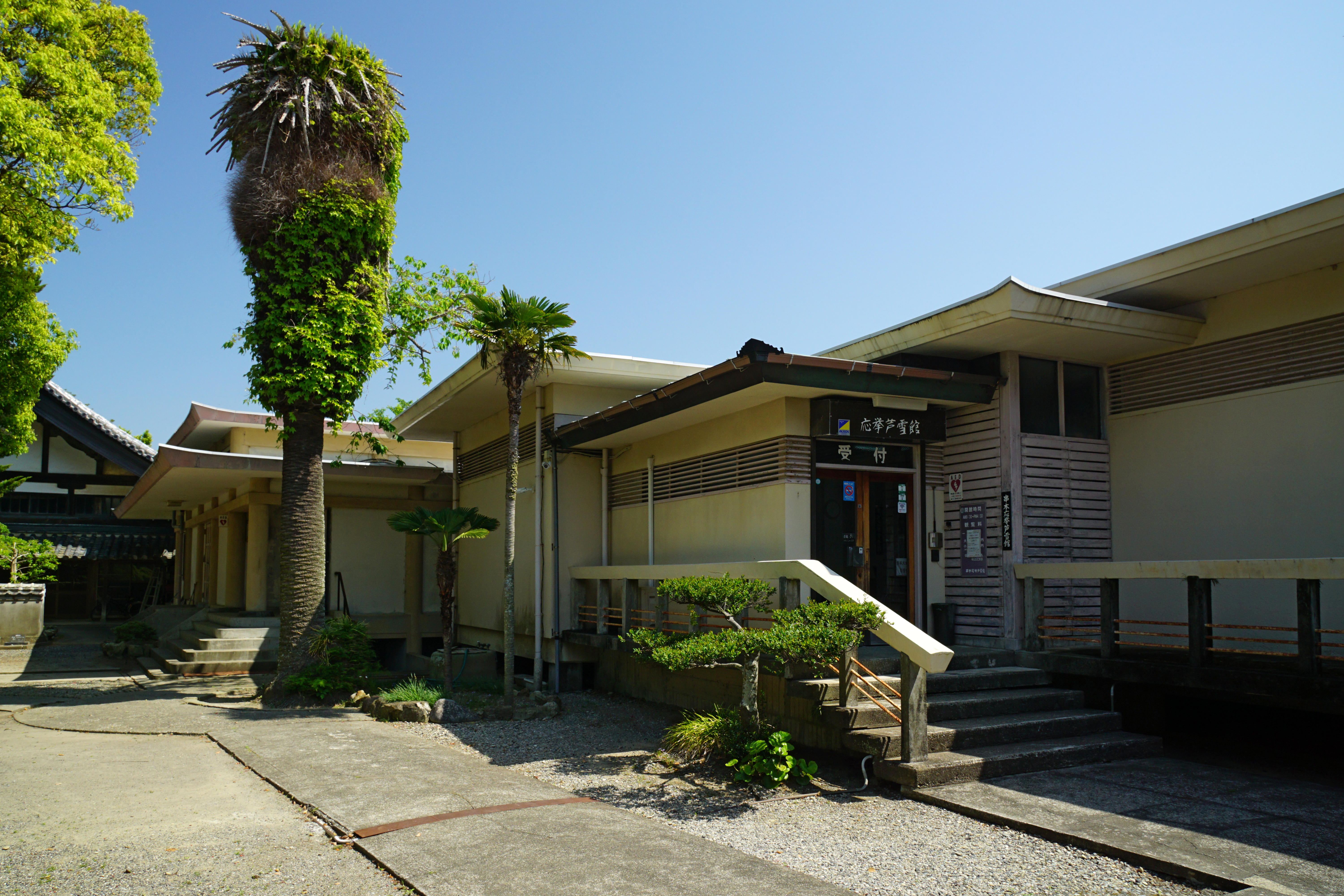
串本応挙芦雪館

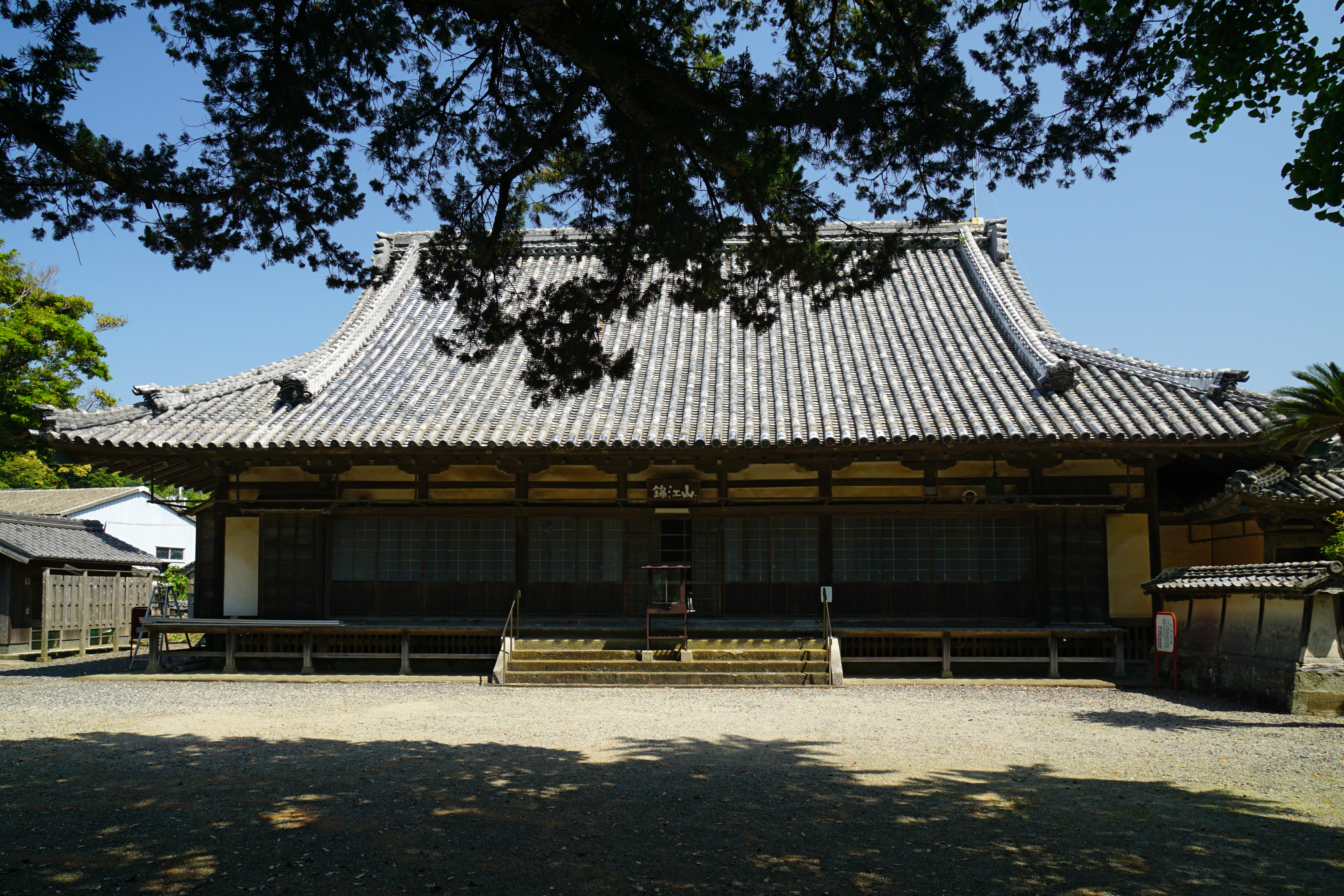
本堂
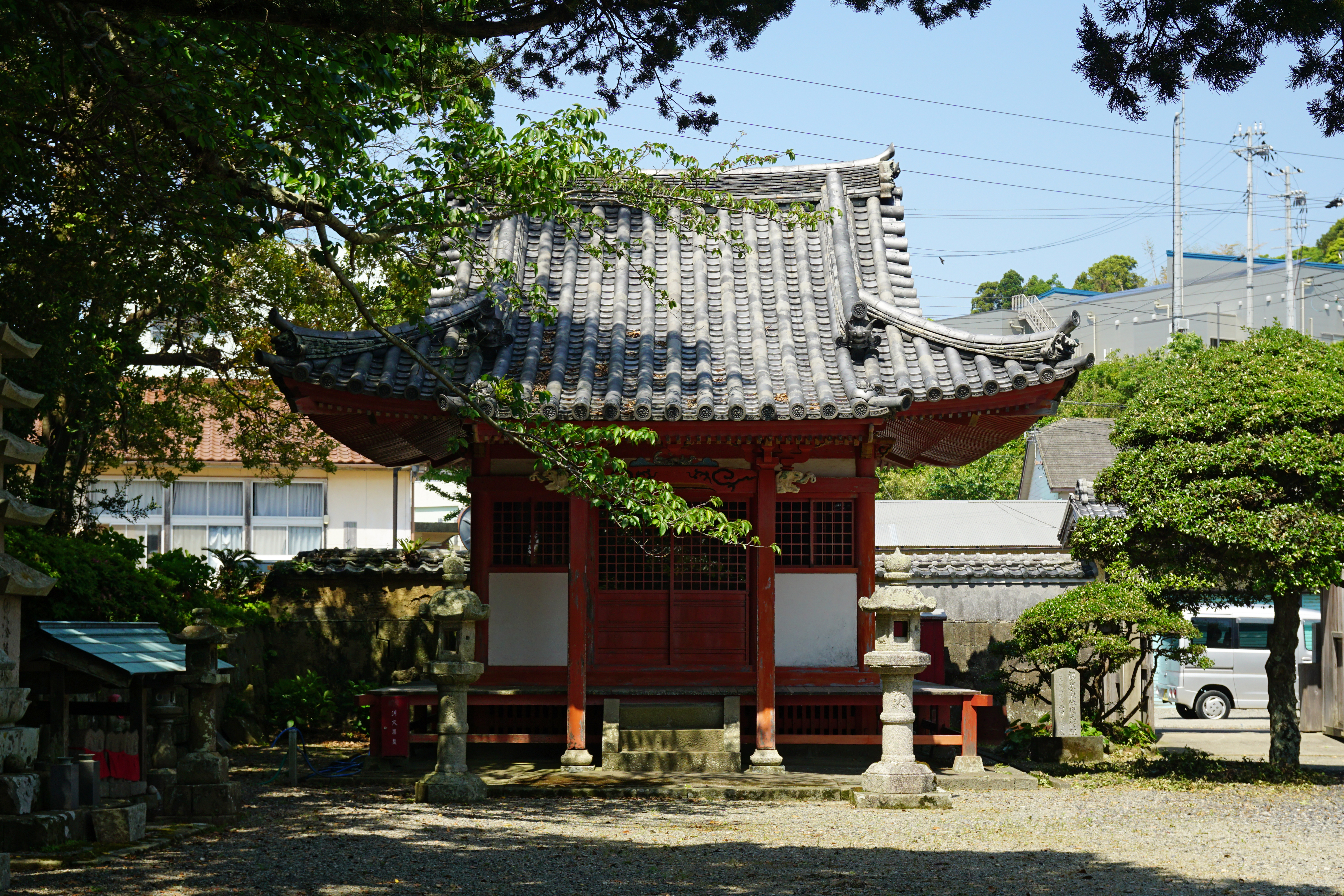
観音堂
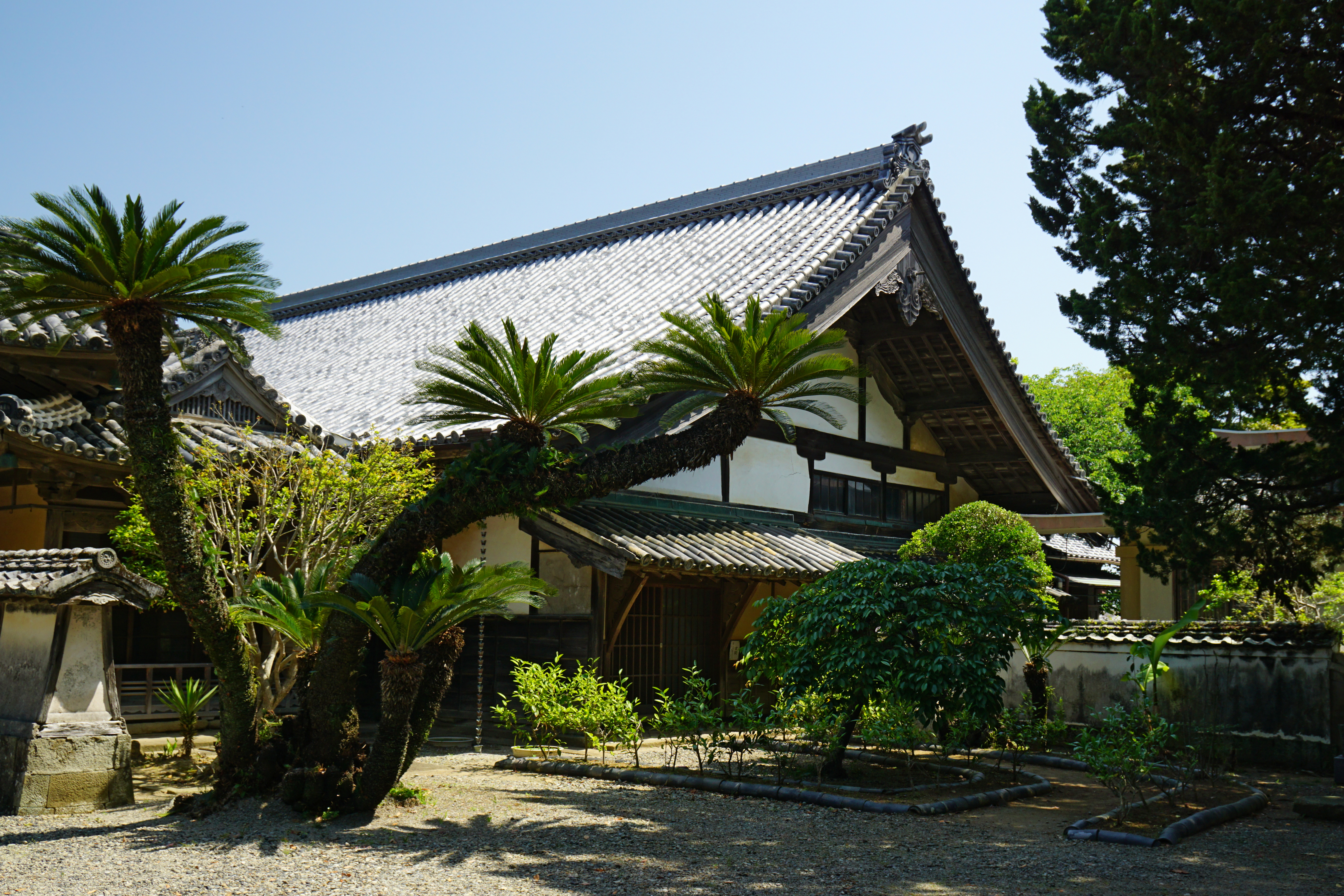
庫裏
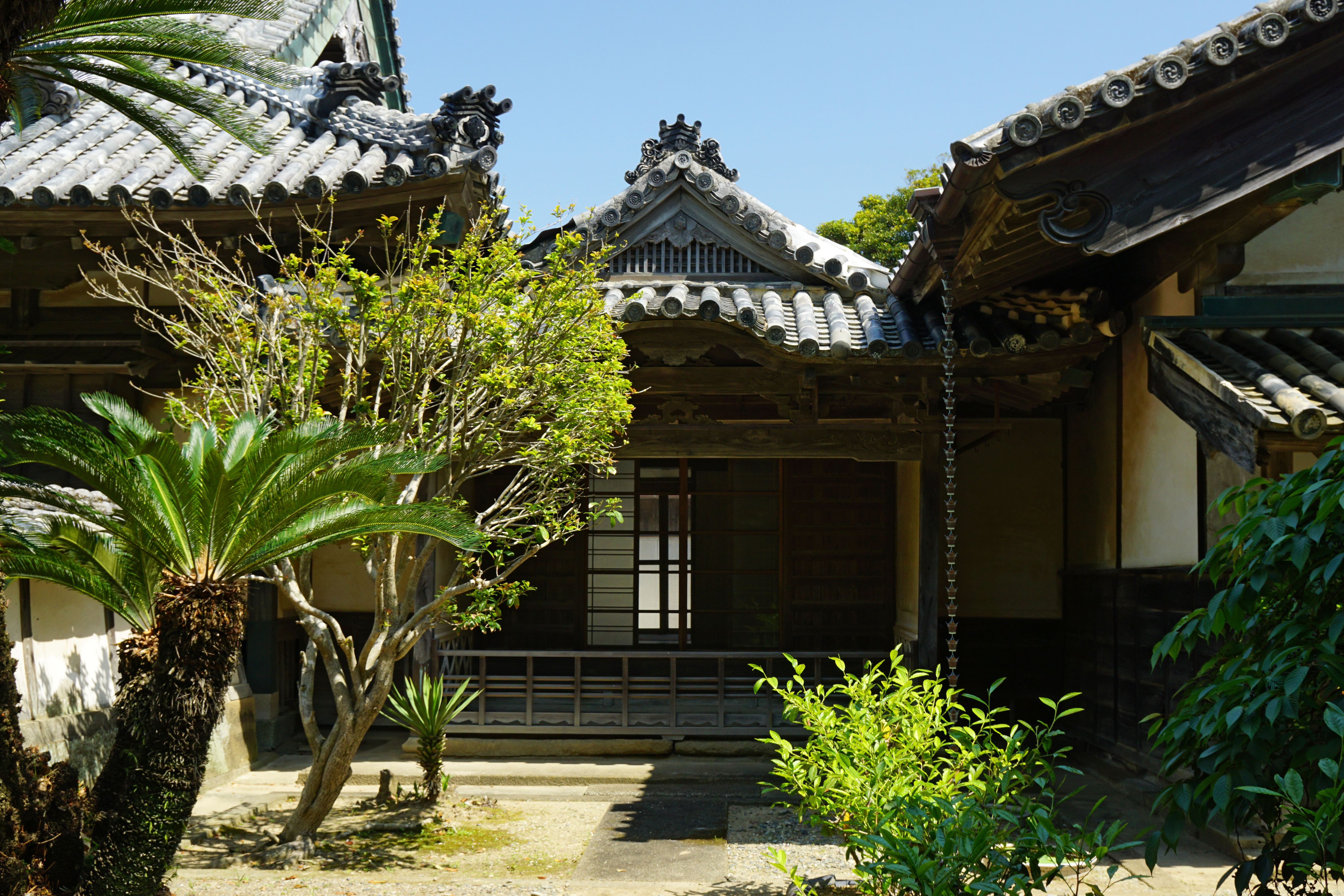
玄関
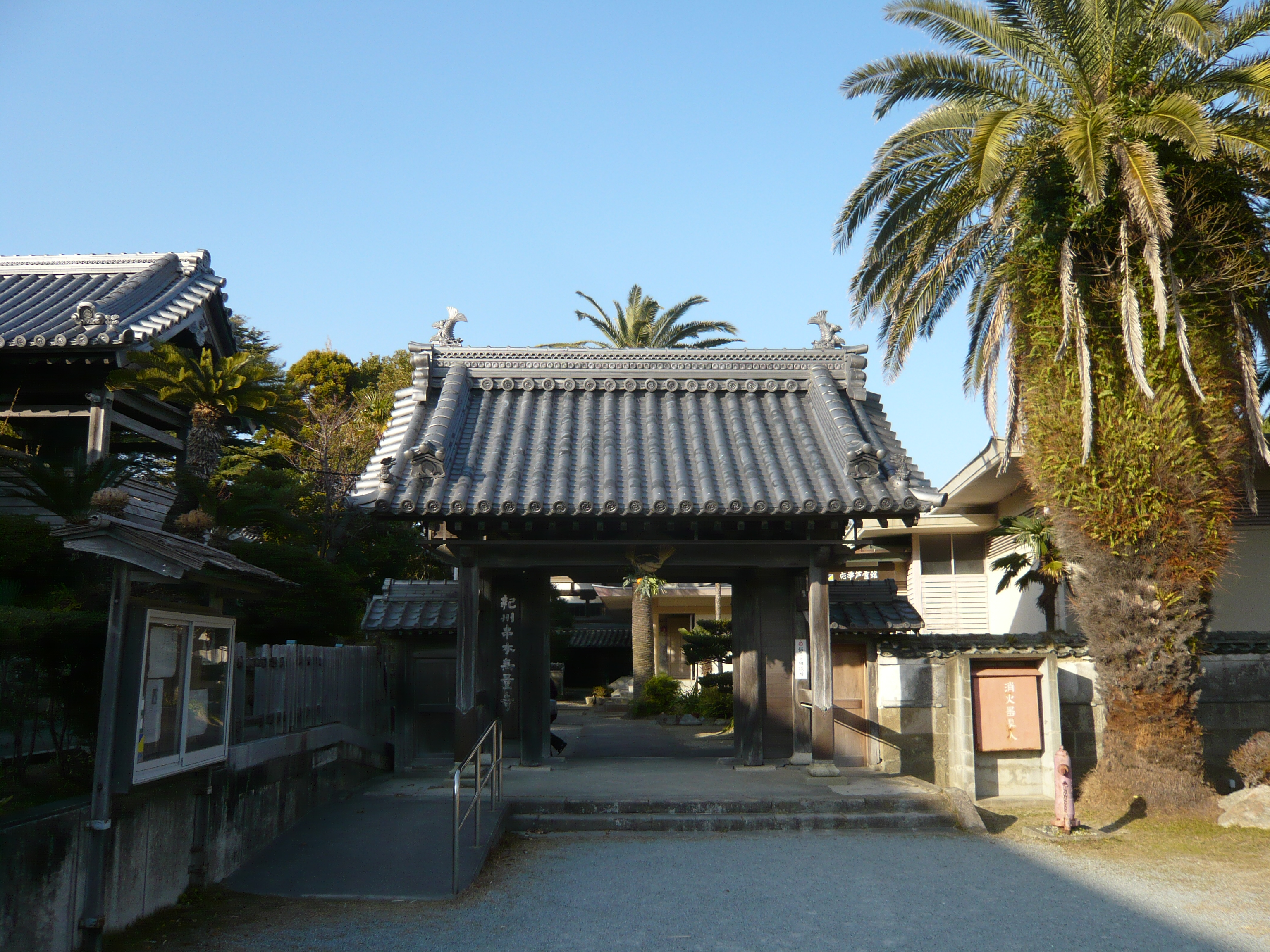
山門
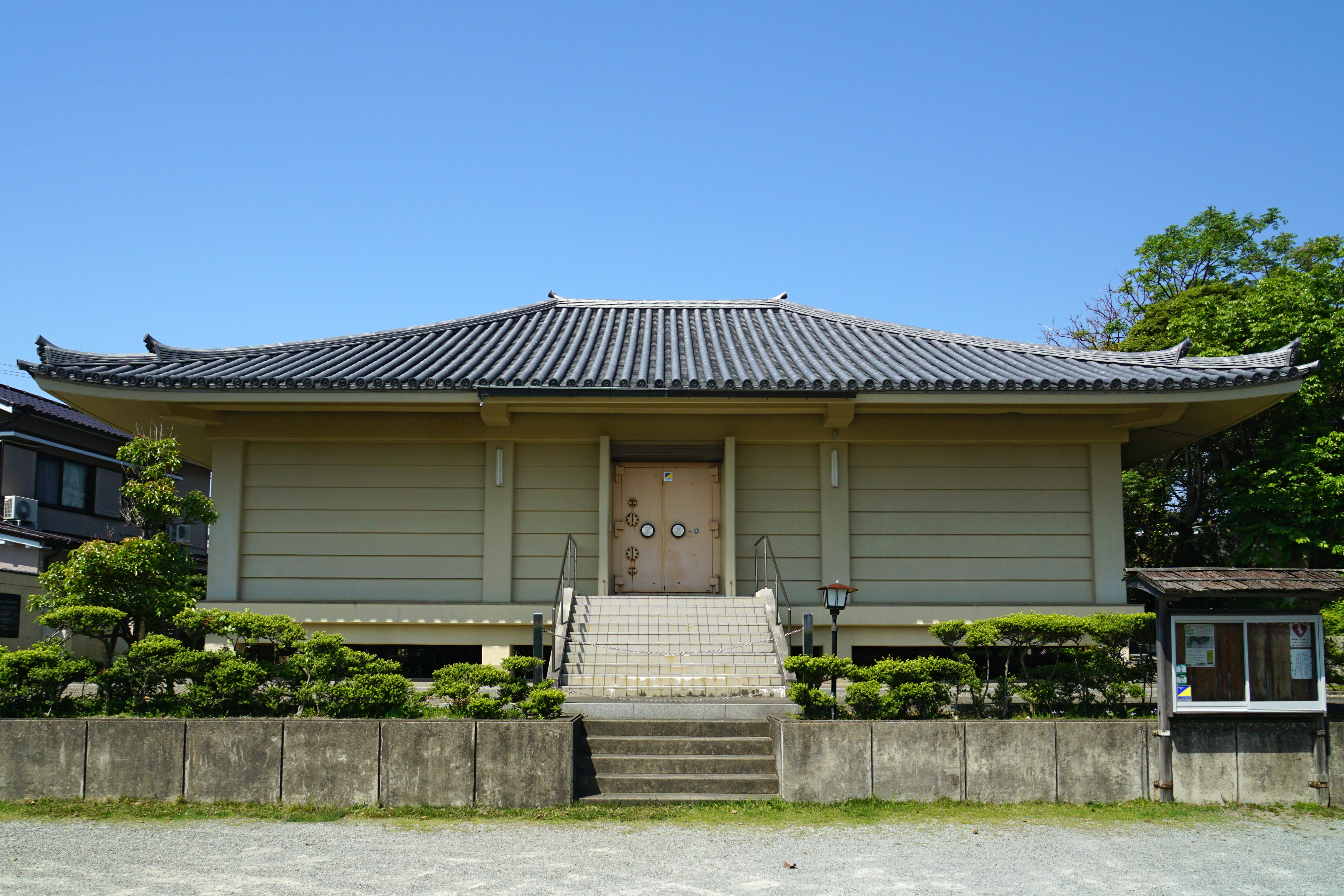
収蔵庫
- 串本応挙芦雪館
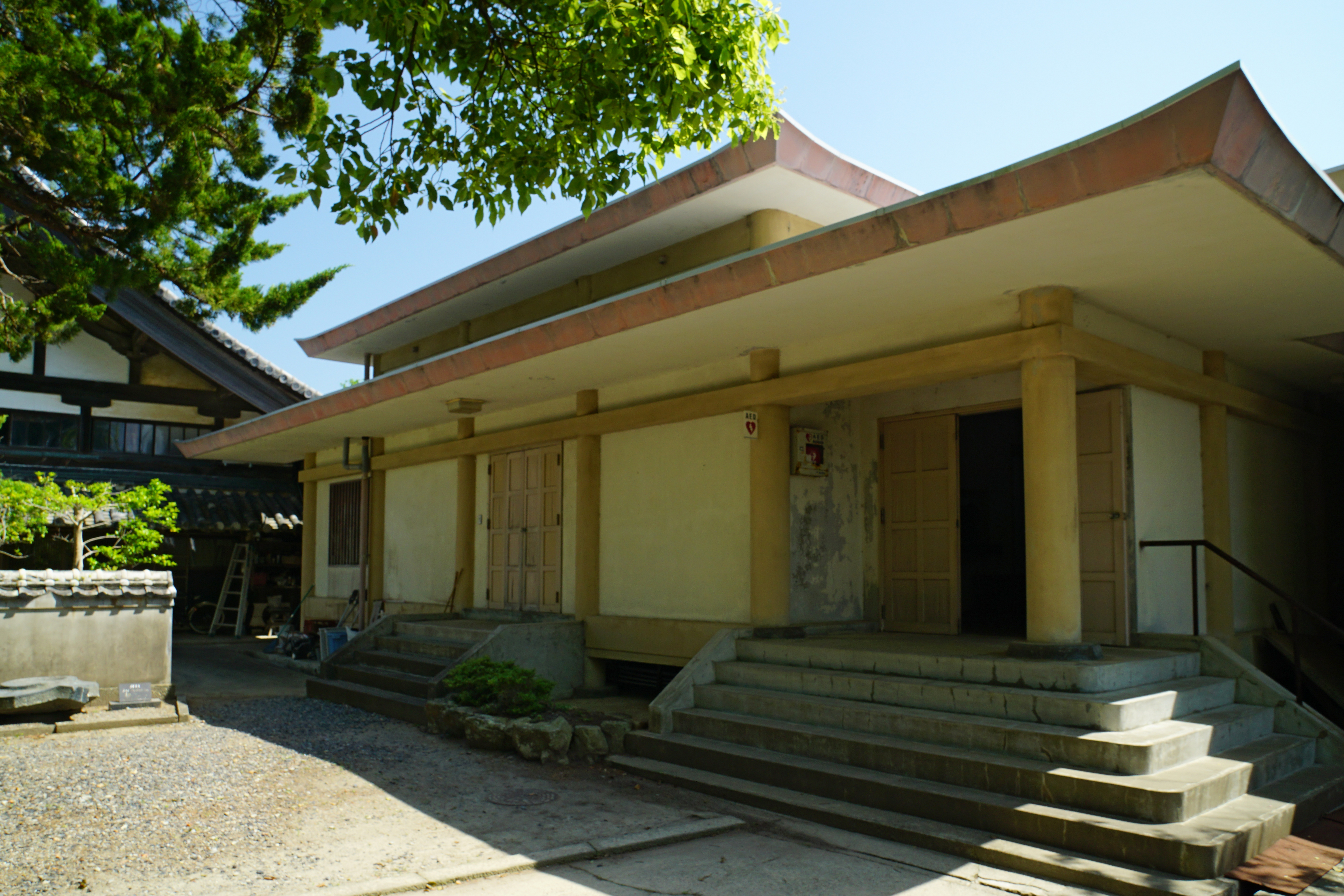
座禅室（特別展示室）
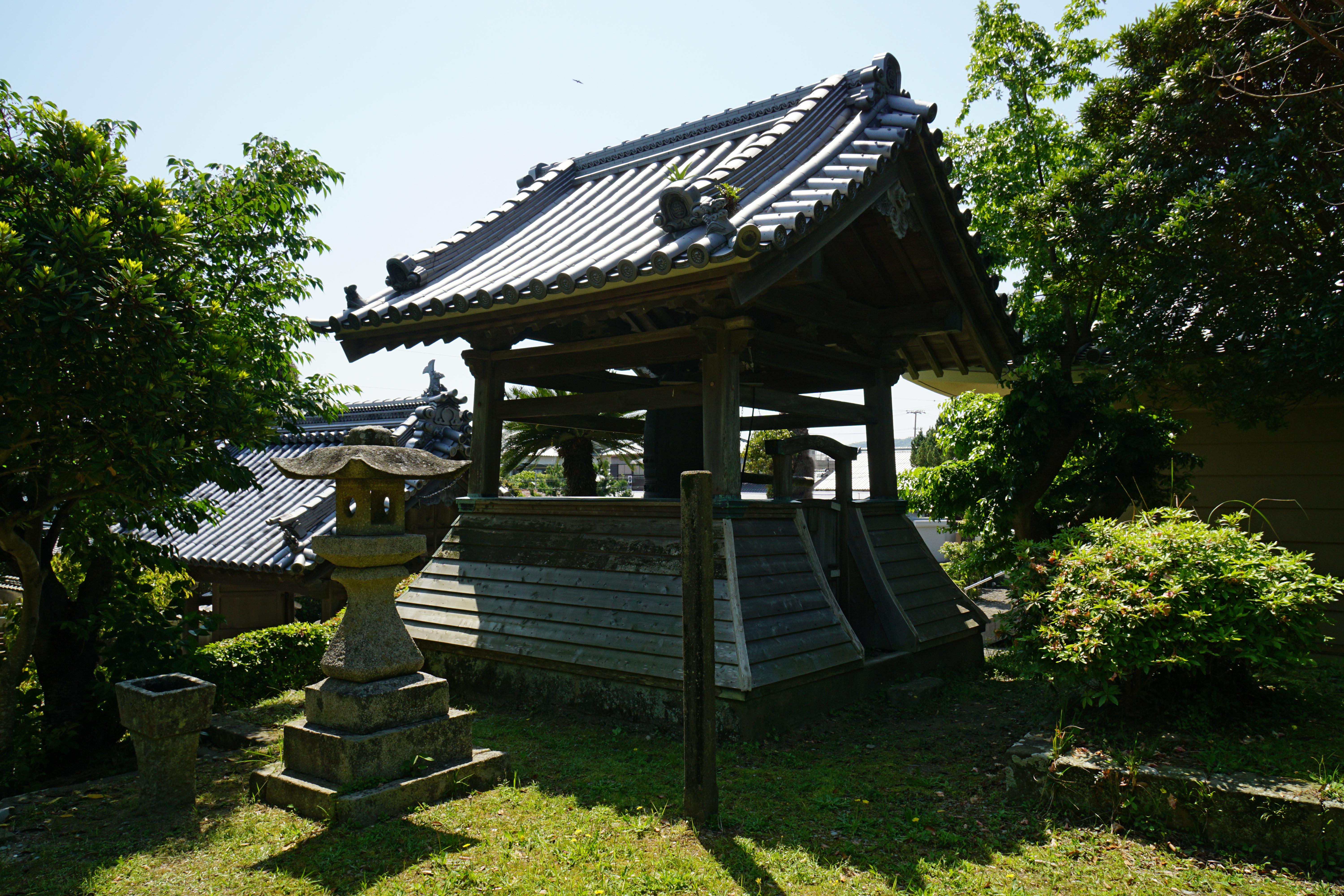
鐘楼
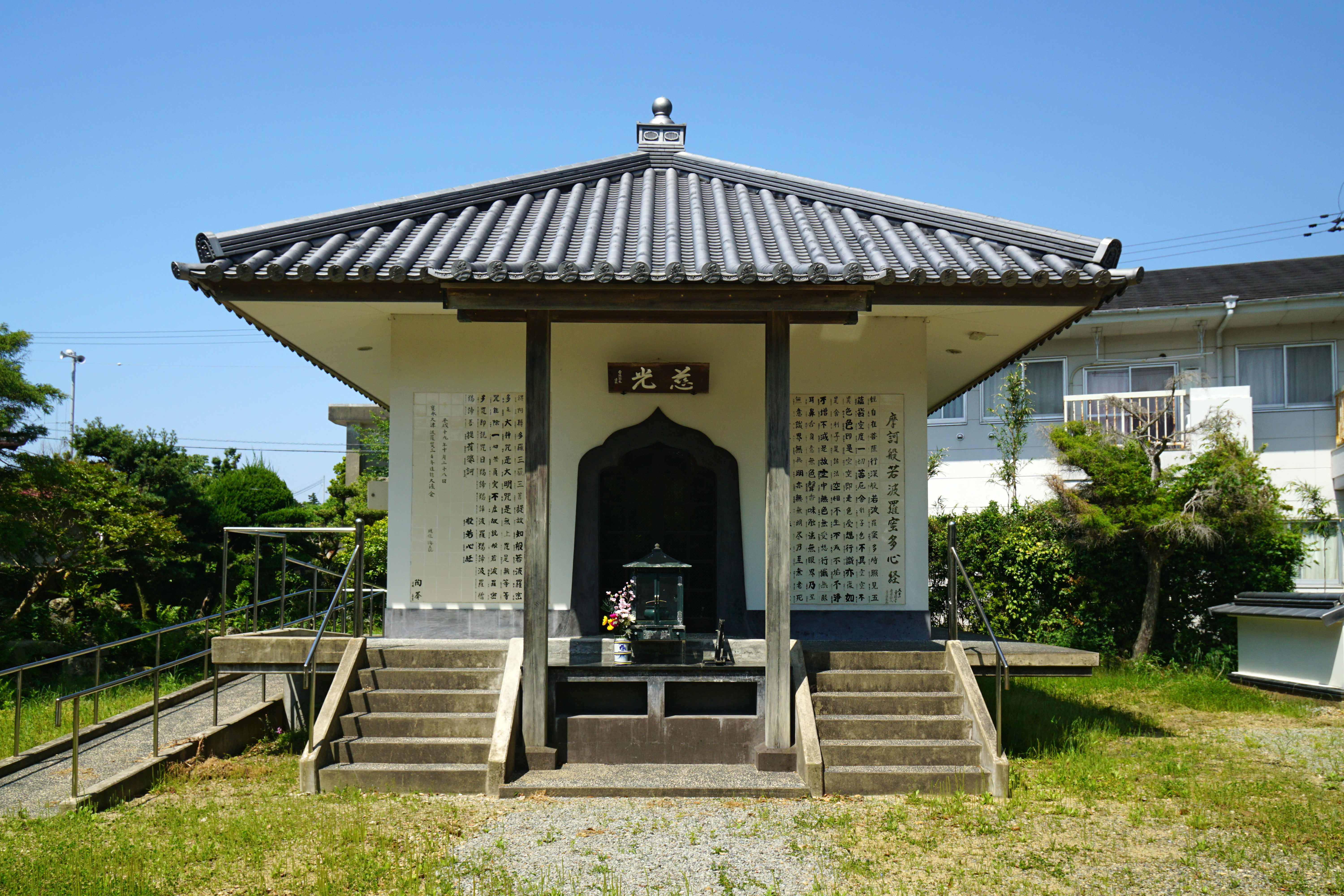
慈光納骨堂

- 本堂
- 観音堂
- 庫裏
- 玄関
- 山門
- 収蔵庫
- 座禅室（特別展示室）
- 鐘楼
- 慈光納骨堂

### 串本応挙芦雪館
寺宝の公開などを行う施設として、1961年（昭和36年）に串本応挙芦雪館が開館した。円山応挙と長沢芦雪をはじめとした美術品を所蔵しており、55面の障壁画が重要文化財に指定されている。
障壁画の実物は、新しい収蔵庫内に配置・展示されており、観客が来たときのみ収蔵庫を開け電気をつけて鑑賞できるようになっている。

## 交通アクセス
- JR紀勢本線（きのくに線）串本駅から徒歩7分